# Brainstorm (латвийская группа)
Brainstorm (латыш. Prāta Vētra) —  латвийская рок-группа, основанная в 1989 году в Елгаве.
Представляла Латвию на песенном конкурсе «Евровидение-2000», заняв третье место.

## История альбомов

### 1989—1996 Vairāk nekā skaļi — Veronika
Группа была создана в 1989 году в латышском городе Елгава. В неё вошли пятеро товарищей по школе: Ренарс Кауперс (вокал), Янис Юбалтс (гитара), Гундар Маушевиц (бас), Каспарс Рога (барабаны) и Марис Михельсонс (аккордеон, клавишные). В 1992 году группа выпустила первый сингл «Jo tu nāc». В 1993 году вышел первый альбом «Vairāk nekā skaļi». Самой популярной песней альбома стала «Ziema» («Зима»), для которой был снят видеоклип. В 1994 году англоязычный мини-альбом «Vietu nav» вышел тиражом в 500 копий.
После экспериментов с альтернативной музыкой группа вернулась к мейнстриму и выпустила новый альбом «Veronika», который стал очень популярен у подростковой аудитории. Самыми популярными песнями альбома стали «Dārznieks» («Садовник»), «Apelsīns» («Апельсин») и «Lidmašīnas» («Самолёты»).

### 1997—2000 — Первый международный успех
В 1997 году был подписан контракт с «Microphone Records» (одной из крупнейших латышских звукозаписывающих компаний) и выпущен альбом «Viss ir tieši tā kā tu vēlies» («Всё точно так, как ты желаешь»). Альбом стал одним из первых «золотых» дисков Латвии и сделал «BrainStorm» самой популярной группой в стране.
Первый интернациональный сингл — Under My Wing (Is Your Sweet Home) был записан в Германии в том же году и спродюсирован Фолькером Хинкелем. Это была англоязычная версия песни Tavas mājas manā azotē. На обе версии были сняты совершенно разные клипы. Англоязычный клип показывали во многих европейских странах, в том числе на французском музыкальном телеканале MCM.
В 1999 году участники Brainstorm выпустили свой четвёртый альбом «Starp divām saulēm» и первый международный альбом «Among The Suns», который являлся английской версией «Starp divām saulēm». Он был записан в Швеции и Дании. Все пять синглов альбома: «Puse no sirds» («Половина сердца»), «Starp divām saulēm» («Между двух солнц»), «Lec» («Try»), «Prom uz siltajām salām» («Ain’t it funny») и «Tu izvēlējies palikt» («Welcome to my country») — достигли верхних позиций в латышских хит-парадах вскоре после выпуска.
13 мая 2000 года группа выступила на 45-м конкурсе песни «Евровидение» в Швеции с песней «My star», где заняла третье место. Песня стала самой популярной из всех композиций конкурса, хоть и не получила первый приз. В основном она была популярна в Скандинавии, странах Балтии, Германии и Польше.
В августе 2000, вскоре после десятилетия группы, был выпущен альбом «Izlase», включавший в себя как самые популярные, так и некоторые не выпускавшиеся до того песни. Песня Esam un būsim стала гимном баскетбольной команды «ASK/Brocēni/LMT».

### 2001—2002 —Online & Maybe
В 2001 году был выпущен альбом «Kaķēns, kurš atteicās no jūrasskolas», в английской версии — «Online». Песня «Maybe» из этого альбома получила международную известность и считается главным хитом группы. Также были популярны песни «Online» и «Waterfall». На «Maybe» и «Waterfall» были сняты клипы. Последний снимали в Финляндии. В Польше было продано более 35 000 копий диска, что позволило ему стать единственным «золотым» альбомом группы за пределами Латвии. В Латвии же главными хитами этой эпохи стали «Maybe», «Ir vieglāk», «Kaķēns, kurš atteicās no jūrasskolas» и «Spogulīt, spogulīt». В 2009 последняя была переведена на русский язык и её исполнил не Кауперс, а гитарист группы — Янис Юбалтс. Он и раньше часто её исполнял на концертах на латышском языке, однако студийной записи с его голосом не было. Автором русскоязычного текста стал Михаил Козырев, который и раньше сотрудничал с группой.

### 2002—2004 —Let’s rock it!. Первые шаги в Россию
Для записи следующего альбома «A Day Before Tomorrow» BrainStorm начали работу с двумя продюсерами: Стивом Лаеном и лауреатом немецкой премии Echo Алексом Сильвой. Именно он внес в музыку Brainstorm более «роковое» звучание. Фотограф Антон Корбайн работал над оформлением и промо-фото к альбому.
Популярность из альбома обрели синглы «Colder» и «A Day Before Tomorrow» (латыш. версия — «Plaukstas lieluma pavasaris»). По словам Ренарса Кауперса, большинство песен этого альбома изначально имели только английскую версию, и так как их было сложно переводить на латышский язык, сначала выпуск латышской версии не планировался. Однако, латышский вариант всё-таки вышел, несмотря на то, что половина песен в нём — на английском языке. В 2003 году альбом стал лучшим среди рок-альбомов Латвии, а сингл «Colder» получил 3 награды — лучшая рок-песня, лучший радио-хит и лучший видеоклип. Российская версия альбома имеет бонус-трек «Выходные» (русскоязычная версия «A Day Before Tomorrow»). Это первый русскоязычный сингл группы (до этого были переведены на русский песни «Viss ir tieši tā kā tu vēlies» и «Lidmašīnas» («Самолёты»), но они не стали синглами).
Наиболее значимым шоу для BrainStorm стало выступление в поддержку альбома на разогреве Rolling Stones в Праге. В этот день Мик Джаггер праздновал свое 60-летие и BrainStorm подарили ему саксофон.
В 2004 «Brainstorm» и «Би-2» записали песню «Скользкие улицы», которая вошла в новый альбом «Би-2» «Иномарки», выпущенный 2 марта 2004 года. Песня заняла первые места хит-парадов радиостанций в Латвии, Украине и России.

### 2004—2006 — «Четыре берега»
Ночью с 22 на 23 мая 2004 года в автокатастрофе на шоссе между Ригой и Елгавой погиб один из основателей группы — бас-гитарист Гундар «Муминьш» Маушевиц. Несмотря на это, остальные члены группы решили продолжить совместную работу. После смерти Муминьша роль бас-гитариста в группе стал исполнять Ингарс Вилюмс, который остаётся сессионным музыкантом, не являясь официальным членом группы. Коллективным решением группы было продолжать существование в виде квартета, закрепив за погибшим басистом место посмертно.
В это время BrainStorm снова начали сотрудничество с Алексом Сильвой, который на этот раз работал над всем альбомом. Название новой записи «Four Shores» («Četri krasti») подчеркнуло трагедию BrainStorm. Многие песни коснулись жизни Муминьша, так как группа начала записывать их ещё до его гибели. Антон Корбайн продолжал работать над фото и иллюстрациями.
Альбом, как и предыдущие три, имеет английскую версию — «Four Shores». Первым синглом этой эпохи в Латвии стала песня «Pilots Tims». Она стала промопесней для авиакомпании «AirBaltic» и была использована в их рекламе. Также хитами стали песни «Rudens» («Ветер» — рус.) и «Thunder Without Rain» («Četri krasti» — лат.). Анимационный клип «Lonely Feeling» получил на румынском фестивале «AniMotion 2007» два приза: лучший анимационный рассказ (сюжет) и приз зрительских симпатий. Журнал Rolling Stone оценил альбом в 4 звезды из 5: «Парни стали бы всенародно популярны в России, задайся они такой целью и выпусти полностью русскоязычный альбом».
Летом 2005-го прошёл тур в поддержку альбома по 6 городам Латвии, а на завершающий концерт в Риге пришли 40 000 человек. В поддержку альбома также прошёл тур по России.

### 2007/2008 —Tur kaut kam ir jābūt
В новогоднюю ночь 2008 был презентован первый сингл с будущего альбома «Tur kaut kam ir jābūt» («There must be something in there») — «And I Lie». Позже её перевели на латышский язык. В 2008 году песня стала самой скачиваемой на сайте doremi.lv.
6 февраля 2008 года на портале Last.fm состоялась премьера совместной композиции Евгения Гришковца, группы «Бигуди» и Ренарса Кауперса «На заре» (кавер-версия известного хита группы «Альянс»). Это уже вторая совместная работа Ренарса Кауперса с «Бигуди», однако, подобная практика становится для группы не правилом, а скорее ещё одним исключением.
После трёхлетнего перерыва группа выпустила новый альбом. 13 мая 2008 в Латвии выходит релиз нового альбома «Tur kaut kam ir jābūt» («Там что-то должно быть»). Продюсером альбома выступил латвийский рэпер Густаво, художником-оформителем — Отто Зитманис. Альбом был неоднозначно воспринят публикой. Латвийская радиостанция SWH отказалась играть синглы нового альбома, обосновав это их «неформатностью». Однако, альбом получил статус дважды платинового в Латвии. Главными хитами стали песни "Ja tikai uz mani tu paskatītos", «Bronza», «Es jau nāku» и «Bēdz». Первый сингл имел видеоклип, выпущенный в преддверии альбома. Клип был снят в Вильнюсе, режиссёром стал барабанщик группы — Каспарс Рога. Клип «Bronza» — это live-запись с концерта в Риге 9 августа 2008. Видео «Волны» — своеобразный взгляд Каспарса Роги на выступление группы в московских Лужниках в апреле 2009.
Летом 2008 прошёл тур в поддержку альбома. Сначала группа планировала посетить 6 городов: свою родную Елгаву, Вентспилс, Лиепаю, Валмиеру, Прейли и Ригу, но из-за того, что в Лиепае не успели достроить стадион до начала тура, концерт в этом городе отменили. Гала-концерт в Риге посетило 45 000 зрителей, что является рекордом посещаемости в Риге. Специальными гостями концерта стали группа Би-2, Gustavo, GG-Choir и Вайра Вике-Фрейберга (экс-президент Латвии). 1 декабря, в день рождения Вике-Фрейберги, был презентован DVD концерта в Риге.
14 июня группа выступила на международном фестивале рок-музыки «Максидром-2008».

### 2009
31 марта 2009 г. выходит русскоязычная версия альбома «Tur kaut kam ir jābūt», релиз которого ориентирован в основном на Россию — «Шаг». Автором русских текстов стал Сергей Тимофеев. Изначально, группа не хотела делать русский альбом, они хотели лишь добавить несколько русскоязычных песен, но Тимофеев увлёкся переводами. Получилось так, что в альбом вошли 6 русскоязычных песен, 6 англоязычных и 1 инструментал. Презентация состоялась в московском клубе «16 тонн». Туда были приглашены все поклонники, участвовавшие в видео-конкурсе группы. Альбом и песня «Шаг», клип «Волны» и сама группа были номинированы на премию RAMP, где BrainStorm выступили как специальные гости. 19 сентября 2009 г. группа выступила в шоу Первого канала Прожекторперисхилтон с песней «A Day Before Tomorrow».

### 2010
В марте 2010 года состоялась презентация англоязычной версии альбома «Tur kaut kam ir jābūt» — «Years and Seconds». Текст песни «They know how to do it well» (англ. версия песни «Bronza») был написан в сотрудничестве с поклонниками группы. Британский рэпер TY, номинант премии Mercury Award, принес в работу свои краски с помощью текста и речитатива в песне «To Deliver Brightness». У группы прошли концерты в Минске, Москве, Санкт-Петербурге, Лондоне, Вильнюсе, Тарту и других городах. Также они выступали на фестивале SXSW в Техасе 17 марта. 19 апреля вышла в свет полная трилогия — это 3 диска, записанных с 2008 по 2010 год — «Tur kaut kam ir jābūt», «Шаг» и «Years and Seconds».
21 октября в торговом центре Spice в Риге состоялось открытие фирменного магазина группы Skapis (Шкаф), в котором начала продаваться разнообразная продукция от группы — от дисков, плакатов и фирменных футболок до освежителей воздуха для машины и отражателей с фото участников группы. Магазин работал до 10 декабря. В тот же день состоялась презентация сборника главных песен группы за последнее десятилетие — «Izlase 2000—2010». Brainstorm исполнили 4 песни, в том числе и новый сингл — «Gara diena» (Гори, гори ясно). После торжественной церемонии участники группы дали множество интервью и пообщались с поклонниками.
10 и 11 декабря состоялись концерты Brainstorm в «Арене Рига». Стоячие места на оба концерта раскупили буквально за несколько часов после начала их продажи.

### 2012/2013 — 10 лет в России
В 2012 году Brainstorm выпустили в свет целый «триптих» — сначала новый альбом вышел на латышском языке — «Vel Viena Klusa Daba», затем на английском — «Another Still Life». 20 октября в Arena Moscow состоялась премьера специальной русскоязычной версии альбома — «Чайки на крышах». Заглавная песня с альбома — «Чайки на крышах» — стала участником Чартовой дюжины на Нашем радио и поднялась на четвёртое место. Один из бонус-треков альбома — русскоязычная версия песни «Gara diena» под названием «Гори, гори ясно» стала заглавной к анимационному фильму «Снежная королева», а к её англоязычной версии специально для международного проката фильма — треку «Flashlight» — текст написал давний друг группы, фронтмен группы «Travis» Fran Healy.
В октябре 2012 года группа отправилась в самое большое за последние годы мировое турне и побывала почти на всех континентах. А начали свой масштабный тур BrainStorm именно с России, дав концерты в таких городах как Архангельск, Красноярск, Петрозаводск, Мурманск, Краснодар, Уфа, Сочи, Ижевск, Челябинск, Ростов-на-Дону, Волгоград, Нижний Новгород, Тула, Калининград и других. Весной 2013 группа отыграла четыре концерта в Великобритании и выступила в рамках фестиваля Music Matters в Сингапуре. Летний сезон BrainStorm открыли на крупнейшем событии в мире музыки — фестивале Glastonbury!. Музыканты отыграли свой 45-минутный сет 29 июня на площадке John Peel Stage и стали первой группой из всего бывшего СССР, выступившей на всемирно известном фестивале. Специально к своему выступлению на Glastonbury BrainStorm выпустили стильный клип на песню «Europa», который сняли в Берлине. В течения года группа отметилась также на таких фестивалях как: Sziget (Венгрия), Rock For People (Чехия), Summer Sound (Латвия), Kubana, Крылья, Нашествие, Red Rocks.
Осенью 2013 года, в преддверии 10-летнего юбилея присутствия BrainStorm в России, музыканты презентовали свою совместную работу с продюсером Девидом Фильдом — песню и клип «Butterfly In A Bottle». Завершили тур BrainStorm серией концертов на Украине и двумя самыми масштабными концертами за всю историю выступлений в России — в Москве (Stadium Live) и в Санкт-Петербурге (А2). Специально к юбилейной дате музыканты выпустили свой первый русско-английский сборник «The Best Of», фотографии для оформления которого снова сделал режиссёр и фотограф Антон Корбейн.
К Новому году группа подарила поклонникам сразу несколько сюрпризов — в декабре выпустила альбом «Чайки на крышах» в революционном формате 3plet. Песня «Years & Seconds» из одноименного альбома 2010 года стала заглавной темой 8-серийного детективного фильма «Нюхач» (Первый канал). Ну, а закрыли год BrainStorm в качестве гвоздя программы фестиваля «Лучший город зимы» на Лубянке в ночь с 31 декабря на 1 января.

### 2014
Несмотря на то, что 2014 год BrainStorm посвятили работе над новым альбомом, в течение этого времени в жизни коллектива продолжали происходить гастрольные активности. В январе группа приняла участие в фестивале Eurosonic в Нидерландах и выступила на Олимпийских играх в Сочи на Medal Plaza. В апреле музыканты посетили с презентацией альбома «Чайки на крышах» город Минск и повторно дали концерт в Нижнем Новгороде. Фестивальное лето группа открыла в качестве гвоздя программы на фестивале «Дикая мята», а закрыла его гвоздём программы проекта Lenovo Vibe Tour, который прошел в 5 российских городах. Специально к Lenovo Vibe Tour BrainStorm выпустили долгожданное концертное видео «Что ты тянешь?!», снятое участниками группы самостоятельно во время тура по России. В ряде городов клип снимался солистом группы Ренарсом Кауперсом на специальную камеру, вмонтированную в его очки, и поэтому можно смело сказать, что клип снят «глазами самой группы».
Летом же 2014 года солист группы, Ренарс Кауперс, присоединился к Земфире и её проекту The Uchpochmack на фестивалях «SVOY Субботник» и «Alfa Future People».

### 2015/2016 Steps Of Fresh Air
В начале года группа закончила работу над новым альбомом, продюсером которого стал Алекс Сильва, ранее уже работавший с BrainStorm над альбомом 2006 года «Four Shores». Работа над новыми композициями проходила в Берлине в легендарной Hansa Studio. Традиционно первые релизы альбомов всегда происходят на родине группы — в Латвии. И 10 февраля 2015 года свет увидел «Ziemu apēst» — первый сингл с латышской версии альбома, который получил название «7 soļi svaiga gaisa» («7 Steps of Fresh Air» англ.). Также в день выхода сингла стартовали продажи билетов на летний тур группы по Латвии.
19 мая в свет одновременно вышли сразу 2 версии нового альбома: «7 soļi svaiga gaisa» для Латвии и «7 Steps of Fresh Air» для России и СНГ. В российскую версию альбома вошли десять песен, три из которых на русском и одна — на родном для группы латышском языке. Остальные песни в релизе англоязычные. В России альбом вышел на лейбле Warner Music Russia. Первый же трек с новой пластинки под названием «Эпоха», пробыв в хит-параде Чартова Дюжина почти 5 месяцев, успел дважды его возглавить за этот период и получить по итогам 2015 года премию «Лидер Чарта 2015». Второй трек с нового альбом «Пропуск» возглавил хит-парад Чартова Дюжина в декабре 2015 года и продержался на вершине больше месяца.
Открыли летний сезон BrainStorm на фестивале Нашествие, где выступили в качестве гвоздя программы в субботу 4 июля. Продолжили же летние концерты музыканты большим туром по Латвии, собрав за 4 концерта в городах Валмиера, Вентспилс, Елгава и Рига более 100 000 зрителей. 26 октября, накануне осеннего концертного сезона, в Риге был презентован документальный фильм о группе — «BrainStorm: между берегами» — первый в своем роде автобиографический фильм о BrainStorm и 25-летнем пути группы. После рижской премьеры фильм прошел в кинотеатрах Латвии. В этот же день стало известно, что альбом «7 Steps Of Fresh Air» вошел в 300 лучших альбомов года в категории «Поп» 58-й музыкальной премии Grammy.
30 октября группа запустила осеннюю серию концертов в поддержку выхода нового альбома первым европейским концертом — в Лондоне. 11 ноября музыканты выступили в Алматы. 12 ноября, совместно с компанией Ультра Продакшн и Наше радио, BrainStorm выпустили свой первый винил — «7 Steps Of Fresh Air», который презентовали в Москве накануне старта российского тура. 14 ноября на площадке Stadium Live музыканты впервые представили новую программу столичному зрителю, а уже на следующий день BrainStorm отправились в самый продолжительный тур по России за последние годы. За 3 недели музыканты посетили такие города как Калининград, Томск, Красноярск, Самара, Казань, Екатеринбург, Челябинск, Воронеж, Санкт-Петербург.
1 декабря увидел свет новый DVD BrainStorm «7 soļi svaiga gaisa», снятый во время концерта в Риге. Сейчас он доступен в форматах DVD и цифровой HD-версии на www.ekase.lv! В этот же день стало известно, что летний домашний тур будет иметь продолжение в 2016 году и следующий концерт состоится 20 августа 2016 года, в Лиепая, на стадионе «Daugava».
Начали 2016 год BrainStorm с анонса серии концертов в Европе и России, с получения премии «Чартова Дюжина» в номинации «Лидер чарта» (песня «Эпоха» стала рекордсменом хит-парада за 2015 год). В феврале музыканты сообщили, что с 10 по 13 марта в 14 городах России и СНГ пройдет премьера документального фильма между берегами», выпущенного в конце 2015 года в Латвии. Специальные российские показы фильма были организованы компанией Beat Films Festival.
В течение апреля-мая BrainStorm дали 14 концертов в городах Вильнюс, Лондон, Манчестер, Ньюкасл, Бирмингем, Глазго, Абердин, Нижний Новгород, Орел, Тула, Калуга, Обнинск, Таллин, а завершили весенний тур аншлаговым концертом в Дублине.
Фестивальное лето музыканты открыли на пятом Bosco Fresh Fest в Москве, продолжили на VKFest в Санкт-Петербурге, Amber Beach в Калининграде, Weekend Baltic в Пярну и на впервые прошедшем в Минске A-Fest. Завершили сезон в Лиепае, собрав 28 000 зрителей на стадионе Daugava. Летом в эфирах российских радиостанций появился третий трек с новой пластинки «7 Steps Of Fresh Air» — «Непокой», отметившийся на первом месте хит-парада Чартова Дюжина (Наше радио).
Осенью BrainStorm вернулись в Россию, чтобы продолжить тур с презентацией нового альбома и впервые побывали в городах Кострома, Ярославль и Рязань. В Москве и Воронеже, которые также были частью тура, команда выступила уже во второй раз за последний год и специально для этих городов подготовила особую программу, состоящую как из давно не исполнявшихся песен, так и песен, за которые проголосовали поклонники коллектива. Впервые за долгое время BrainStorm представили и полноценный акустический номер в рамках электрического концерта. Представили на всех осенних концертах новую песню «Небо упало в нас», записанную с латвийским коллективом Musiqq.

### 2017 — "Между берегами"
Участники BrainStorm решили не брать паузу для записи нового альбома, предварительный релиз которого назначен на весну 2018 года, а создавать новый материал в гастрольной обстановк. Летом артисты собрали аншлаг на украинском фестивале Atlas Weekend, а осенью отправились в тур по России, который получил название «Между берегами» и прошел по городам: Москва, Санкт-Петербург, Екатеринбург, Тюмень, Омск, Пермь, Нижний Новгород.
Накануне старта тура BrainStorm презентовали первый сингл с будущей пластинки — песню «Как я искал тебя», записанную с Мариной Кравец. Следом вышли еще две новые работы — в Латвии вышла песня «Tevis Dēļ», а в международный релиз вышла композиция «My Mind’s So Lost (On You)».
В рамках осеннего тура в российских городах прошли специальные показы документального фильма «BrainStorm-между берегами». В самом конце 2017 года BrainStorm анонсировали первые выступления 2018 года — весеннюю серию концертов в Великобритании, Ирландии и Литве, летнюю серию — в Латвии, а также участие в фестивале Дикая Мята.

### 2018 — Wonderful Day
25 апреля коллектив выпустил 13-ю пластинку «Wonderful Day» («Par to zēnu, kas sit skārda bungas» — латвийская версия, «About the boy who plays the tin drum» — международная версия). В неё вошли пять песен на русском и пять песен на английском языках, а также одна песня на латышском языке. К созданию арт-ворка для нового альбома BrainStorm снова привлекли легендарного фотографа и режиссёра Антона Корбейна (Anton Corbijn). Накануне релиза пластинки, а именно 12 апреля BrainStorm выпустили видеоклип на песню «Wonderful Day», фрагменты к которому были сняты на Международной космической станции космонавтом Роскосмоса Сергеем Рязанским. В мае свет вышел бонус-трек и клип «Когда весна», который не вошел в цифровую версию альбома, но вошел в CD «Wonderful Day». В июле музыканты выпустили макси-сингл «Контакты», в который помимо нового клипа вошли все языковые версии этой композиции — латышская «Ogles» и англоязычная «Nothing lasts forever». В ноябре, накануне столичных презентаций, BrainStorm опубликовали EP «Closer to you».
Летом BrainStorm приняли участие в фестивалях: Стереолето в Питере, Дикая мята в Тульской области, "Кинопробы" в Окуловке, и "Би-2 Фест" в Бобруйске. В конце июля и первой половине августа в Латвии с прошел тур в поддержку выхода нового альбома «Skārda bungu Ture» — почти в каждом из пяти городов был побит рекорд посещаемости предыдущих концертов BrainStorm, а финальное шоу в Риге посетили 60 000 зрителей, что стало рекордом не только столичных концертов группы, но и в целом стран Прибалтики. Осенний тур «Wonderful Day» включил города Киев, Минск, Таллин, Вильнюс, Калининград, Пермь, Омск, Рязань, Москву ("Крокус Сити Холл") и Санкт-Петербург (А2), а закрыли тур 2018 года музыканты в Австралии, где выступили впервые.

### 2019
14 февраля в прокат вышел фильм режиссёра Кирилла Плетнева — романтическая комедия «7 ужинов», в которой BrainStorm сыграли в кульминационной сцене самих себя и исполнили новую песню «Мотив» композитора Артема Михаенкина, написанную специально для фильма. В апреле музыканты отправились в небольшой тур и побывали в Калуге, Туле, Брянске и Воронеже. Свой летний сезон BrainStorm открыли в качестве хедлайнера на Ural Music Night, а 12 июля в Санкт-Петербурге провели свой первый мини-фестиваль VЫХОDNЫЕ, в котором приняли участие друзья и коллеги музыкантов — группы Моя Мишель, Каста, Павел Артемьев, Игорь Журавлёв (Альянс) и Найк Борзов. Специально к событию были выпущены трек и видео-клип «Про секс» — релиз стал второй совместной работой с группой «Каста». 20 июля на стадионе Даугава в Лиепае BrainStorm завершили домашнюю серию концертов «Skārda bungu Ture» грандиозным шоу в присутствии 28 000 человек. 24 июля коллектив вылетел на гастроли в Китай для участия в Chengdu International Sister Cities Youth Music. В августе BrainStorm выступили на фестивалях «Чернозём» и Live Fest, а осенью провели большой тур «Музыкальные истории», в рамках которого дали концерты в Красноярске, Новосибирске, Нижнем Новгороде, Калининграде, Кемерово, Новокузнецке, Томске и других городах. В течение осеннего тура группа выпустила сразу три совместных релиза — модный сингл «This is how i feel» с литовцами «Daddy Was A Milkman», трек «К осени» с екатеринбургской группой «Сансара» и балладу «Рождество» совместно с группой «Моя Мишель». Завершили год BrainStorm релизом праздничного «SBORNIK. Vol 1», куда включили свои самые главные хиты последних лет и тремя столичными концертами — в Москве, Санкт-Петербурге и Киеве.

### 2020
2020 год для BrainStorm стартовал с большого опен-эйра в Парке Зарядье и выступлением на сочинском LIVE Fest, а продолжился туром по российским городам — группа отыграла два аншлаговых концерта в Пскове и Великом Новгороде, продолжение же серии концертов было перенесено из-за пандемии на 2021 год. 23 февраля 2020 на телеканале «Россия 1» в эфир вышел выпуск телепрограммы «100 к 1», в котором, в качестве участников, соревновались с группой «Сансара». 21 мая BrainStorm выпустили сингл «Ночная смена». Изначально песня родилась как предвестник крупнейших российских концертов группы в Москве и Санкт-Петербурге из рефрена «Ночная смена на ВТБ-Арене».
Группа записала с группой "Мумий Тролль" и Сергеем Мазаевым новую версию трека «Утекай» и «Мы были там» для проекта Би-2 «Нечетный воин».
Осень 2020-го г. группа провела в студии, работая над будущим альбомом, релиз которого планировался на 2021 г.

### 2021
В начале года песня «Maybe» оказалась в саундтреке двух кинопроектов — фильма «Только серьёзные отношения» и сериала «Иванько» на телеканале ТНТ. 21 апреля у группы вышел первый сингл с будущего альбома — «Feels»; клип на него почти 8 месяцев готовили десятки аниматоров из разных стран. «Feels» стал первым анимационным клипом в истории группы (в жанре «манга»). Презентация прошла в онлайн-режиме на 3 языках с участием музыкантов. В конце мая на московских концертах группа представила первую за 30 лет автобиографическую книгу «BRAINSTORM. Ты не один. От песочницы до стадиона» (автор — Алина Катран-Шиллинг; в продаже с 11 мая 2021 г.). 8 июля вышел второй сингл с будущего альбома — русскоязычный сингл «Карусели», стартовавший в хит-параде «Чартова дюжина». 8 октября состоялся релиз совместного трека с актёром Александром Петровым — песни «Моя Луна», поддержанный синхронным выпуском видеоклипа. 9 октября был презентован новый альбом «Год без календаря» — в формате онлайн-мюзикла, и каждая песня получила визуализацию.

### 2022
В начале 2022 г. в связи с вторжением России на Украину были отменены все запланированные сольные концерты группы на территории России. Группа выступила с осуждением агрессии Кремля против Украины, о чем заявила в обращении 28 февраля 2022 г. на своем сайте.
27 марта 2022 г. группа приняла участие в марафоне Save Ukraine и представила песню «Моя пісня». Это первое в истории группы произведение исполненное на украинском языке. По словам вокалиста, ему пришлось несколько недель изучать украинский язык, для того чтобы спеть без акцента.
Летом 2022 г. в городах Елгава, Валмиера, Даугавпилс, Вентспилс и Рига состоялся концертный тур «Gads bez kalendāra». Едва завершив серию концертов, группа анонсировала концерт в Лиепае летом 2023-го г.
В декабре 2022 г. песня группы «Alive Again» стала треком в кинофильме «Эрик Каменное Сердце» («Erik Kivisüda») эстонского режиссера Ильмара Раага. Одну из ролей в фильме исполнил фронтмен коллектива Ренарс Кауперс.

## Состав
Текущий состав
- Ренарс Кауперс — вокал, гитара
- Янис Юбалтс — гитара, бэк-вокал
- Марис Михельсонс — мультиинструментал (клавишные, аккордеон, акустическая гитара, бубен и шейкер являются основными инструментами), бэк-вокал
- Каспарс Рога — барабаны, перкуссия

Бывшие участники
- Гундар «Муминьш» Маушевиц — бас-гитара, бэк-вокал. Погиб в автокатастрофе на 11-м километре трассы Рига — Елгава в 2004 году.

Сессионные музыканты
- Ингарс Вилюмс — бас-гитара

## Дискография

### Студийные альбомы на латышском языке
- Vairāk nekā skaļi (1993)
- Vietu nav (EP) (1994)
- Veronika (1996)
- Viss ir tieši tā kā Tu vēlies (1997)
- Starp Divām Saulēm (1999)
- Kaķēns, kurš atteicās no jūras skolas (2001)
- Dienās, kad lidlauks pārāk tāls (2003)
- Četri krasti (2005)
- Tur kaut kam ir jābūt (2008)
- Vēl viena klusā daba (2012)
- 7 soļi svaiga gaisa (2015)
- Par to zēnu, kas sit skārda bungas (2018)
- Gads bez kalendāra (2021)
- Pagalmi (EP) (2023)

### Студийные альбомы на других языках
- Under My Wing (Is Your Sweet Home) (EP) (1998)
- Among the Suns (2000)
- Online (2001)
- A day before tomorrow (2003)
- Four shores (2006)
- Шаг (2009)
- Years and seconds (2010)
- Another Still Life (2012)
- Чайки на крышах (2012)
- 7 Steps of Fresh Air (2015)
- Wonderful Day (2018)
- About the boy who plays the tin drum (2018)
- Год без календаря (2021)
- Lonesome Moon (2021)

### Сборники
- Izlase '89-'99 (2000)
- Izlase '00-'10 (2010)
- The Best Of BrainStorm (2013)
- SBORNIK vol. 1 (2019)

## DVD
- «Dienās, kad lidlauks pārāk tāls», концерт на стадионе Сконто (2003)
- «Četri krasti»], концерт в Межапарке (2005)
- «Tur kaut kam ir jābūt», концерт в Межапарке (2008)
- «Vel Viena Klusa Daba», концерт на стадионе Сконто (2012)
- «7 soļi svaiga gaisa", концерт в Hansa City Center (2015)
- «BrainStorm — между берегами», документальный фильм о BrainStorm (2015)

## Саундтреки к фильмам
- «Выходные» — саундтрек к комедийному фильму «Мечтать не вредно» (Россия, 2005, реж. Евгений Лаврентьев).
- «Гори, гори ясно» — заглавная тема анимационного фильма «Снежная королева»[14] (Bazelevs, Wizart Animation, InlayFilm — 2012)
- «Colder» — саундтрек к финальной серии сериала «Краткий курс счастливой жизни» (2012, реж. Валерия Гай Германика)
- «Years and Seconds» — заглавная тема телесериала «Нюхач»[15] (FILM.UA, Украина, 2013—2019, реж. Артем Литвиненко, Антон Щербаков)
- «Мотив» — заглавная тема фильма Кирилла Плетнёва «7 ужинов» (2019).
- «На заре» — одна из ключевых музыкальных тем фильма Кирилла Плетнёва «Без меня» (2019).
- «Maybe» — музыкальная тема сериала «Иванько» (2020 — настоящее время)
- «Maybe» — музыкальная тема фильма «Только серьезные отношения» (2021, реж. Вячеслав Росс)
- «Alive Again» — заглавная тема фильма «Эрик Каменное Сердце» («Erik Kivisüda») (Эстония, 2022, реж. Ильмар Рааг)

## Фильмы
- «BrainStorm — между берегами» (2015) — документальный фильм о группе BrainStorm.[16].
- «Год без календаря LIVE» (2021) — концертное видео, презентация нового альбома в формате мюзикла[17].

## Книги
- «BrainStorm. Ты не один. От песочницы до стадиона» (2021) — Алина Катран-Шиллинг[18]

## Концертные туры
- 2003: Латвия — тур в поддержку альбома «Dienās, kad lidlauks pārāk tāls». Посетителей ~ 40 500
- 2005: Латвия — тур в поддержку альбома «Četri krasti». Посетителей ~ 80 000
- 2006: Россия — тур в поддержку альбома «Four Shores». Посетителей ~ 15 000
- 2007: Латвия — День города Сигулда. Посетителей ~ 30 000
- 2008: Латвия — тур в поддержку альбома «Tur kaut kam ir jābūt». Посетителей ~ 83 500
- 2012: Латвия — тур в поддержку альбома «Vēl viena klusā daba». Посетителей ~ 89 500
- 2012/2013: Россия — тур в поддержку альбома «Чайки на крышах». Посетителей ~ 50 000
- 2013/2014: Украина и Белоруссия — тур в поддержку альбома «Чайки на крышах». Посетителей ~ 7 000
- 2015: Латвия — тур в поддержку альбома «7 soļi svaiga gaisa». Посетителей ~ 100 000
- 2015: Россия и СНГ — тур в поддержку альбома «7 Steps Of Fresh Air». Посетителей ~ 20000
- 2016: Европа и Россия — тур в поддержку альбома «7 Steps Of Fresh Air». Посетителей ~ 20 000
- 2016: Латвия — завершение тура «7 soļi svaiga gaisa». Посетителей ~ 28 000.
- 2017: Россия — российский тур «Между берегами». Посетителей ~ 12 000.
- 2018: Латвия — тур в поддержку альбома «Par to zēnu, kas sit skārda bungas». Посетителей ~ 125 000
- 2018: Россия, СНГ, Прибалтика — осенний тур в поддержку альбома «Wonderful Day». Посетителей ~ 12 000.
- 2019: Россия, СНГ, Прибалтика — весенний тур в поддержку альбома «Wonderful Day», осенний тур «Музыкальные истории». Посетителей ~ 30 000.
- 2019: Латвия — концерт в поддержку альбома «Par to zēnu, kas sit skārda bungas». Посетителей ~ 29 000.
- 2021: Россия — весенний тур «Ты не один». Посетителей ~ 10000.
- 2021: Великобритания, Ирландия — тур «Lonesome Moon». Посетителей ~ 5000.
- 2022: Латвия — тур в поддержку альбома «Gads bez kalendāra». Посетителей ~ 110 000.

## Фестивали
- Maxidrom (Россия, 2002, 2006, 2008, 2011)
- Нашествие (Россия, 2004, 2006, 2012, 2013, 2015)
- Воздух (Россия, 2006, 2009)
- Крылья (Россия, 2006, 2013)
- Positivus (Латвия, 2009)
- Краще місто (The Best City.UA) (Украина, 2012)
- Glastonbury[19] (Великобритания, 2013)
- Sziget (Венгрия, 2013)
- Rock For People (Чехия, 2013)
- Summer Sound (Латвия, 2013)
- Kubana (Россия, 2013)
- Eurosonic (Нидерланды, 2014)
- Bosco Fresh Fest (Россия, 2016)
- Кинопробы (Россия, 2018)
- БИ-2 Fest (Беларусь, 2018)
- Chengdu International Sister Cities Youth Music (Китай, 2019)
- Live Fest (Россия, 2019)
- Atlas Weekend (Украина, 2021)

Хедлайнер фестивалей
- Zavtra (Россия, 2012)
- Red Rocks (2012, 2013 — Россия, Олимпийские игры в Сочи 2014)
- Дикая мята (Россия, 2014, 2018)
- Лучший город зимы (Россия, 2014)
- Lenovo Vibe Fest (Россия, 2014, 2015)
- НАШЕСТВИЕ 2015 (Россия, 2015)
- VK Fest (Россия, 2016)
- Amber Beach (Россия, 2016)
- Weekend Baltic (Эстония, 2016)
- A-Fest (Беларусь, 2016)
- Stereoleto (Россия, 2018)
- Ural Music Night (Россия, 2019)
- Чернозём (Россия, 2019)

### Выступления в качестве специального гостя
- «Depeche Mode» — 2001, 3 концерта в странах Балтии[20].
- «The Cranberries» — 2002, 5 концертов[21].
- «The Rolling Stones» — 2003, Прага (Чехия)[22].
- «R.E.M.» — 2005, 9 концертов[23].
- «The Rasmus» — 2012, Россия, Екатеринбург[24]

## Награды
- 31 музыкальная латвийская премия
- MTV Europe Music Awards: «Лучший исполнитель Балтики» (2006)
- Премия журнала «GQ» — «Человек года»: номинация «International Man of The Year»[25] (2006)
- Премия «Чартова Дюжина»: 2009 — «Лучший солист» (Ренарс Кауперс), 2010 — «Лучший видеоклип» («Волны», реж. Каспарс Рога), 2016 — «Лидер Чартовой Дюжины» («Эпоха»)